# Gardner (Kansas)
Gardner és una població dels Estats Units a l'estat de Kansas. Segons el cens del 2000 tenia 9.396 habitants.

## Demografia
Segons el cens del 2000, Gardner tenia 9.396 habitants, 3.307 habitatges, i 2.460 famílies. La densitat de població era de 732,9 habitants/km².
Dels 3.307 habitatges en un 47,8% hi vivien nens de menys de 18 anys, en un 58,5% hi vivien parelles casades, en un 11,1% dones solteres, i en un 25,6% no eren unitats familiars. En el 19,5% dels habitatges hi vivien persones soles el 5,6% de les quals corresponia a persones de 65 anys o més que vivien soles. El nombre mitjà de persones vivint en cada habitatge era de 2,8 i el nombre mitjà de persones que vivien en cada família era de 3,23.
Per edats la població es repartia de la següent manera: un 33,1% tenia menys de 18 anys, un 8,4% entre 18 i 24, un 38,4% entre 25 i 44, un 13,7% de 45 a 60 i un 6,4% 65 anys o més.
L'edat mediana era de 29 anys. Per cada 100 dones de 18 o més anys hi havia 93,7 homes.
La renda mediana per habitatge era de 50.807 $ i la renda mediana per família de 54.554 $. Els homes tenien una renda mediana de 37.438 $ mentre que les dones 27.553 $. La renda per capita de la població era de 20.434 $. Entorn del 5,3% de les famílies i el 6% de la població estaven per davall del llindar de pobresa.

## Poblacions més properes
El següent diagrama mostra les poblacions més properes.